# 小布佐瓦
49°48′17″N 34°2′6″E / 49.80472°N 34.03500°E
小布佐瓦（烏克蘭語：Мала Бузова），是烏克蘭中部的村莊，隸屬波爾塔瓦州的米爾霍羅德區。該村距離澤列涅約0.5公里，海拔高度157米，2001年該村落人口127。